# Marin Rajkow
Marin Rajkow, bułg. Марин Райков (ur. 17 grudnia 1960 w Waszyngtonie) – bułgarski polityk i dyplomata, wiceminister spraw zagranicznych i ambasador. W 2013 premier Bułgarii i minister spraw zagranicznych.

## Życiorys
Urodził się w 1960 w Waszyngtonie, gdzie jego ojciec, Rajko Nikołow, pełnił funkcję attaché kulturalnego w bułgarskiej ambasadzie. W latach 70. i 80 zajmował on stanowisko ambasadora w Kuwejcie, Jemenie, Włoszech, Jugosławii oraz przy biurze ONZ w Genewie.
Marin Rajkow w 1984 ukończył stosunki międzynarodowe w Wyższym Instytucie Ekonomicznym im. Karla Marksa w Sofii. W 1987 rozpoczął pracę w departamencie ds. Europy Południowo-Wschodniej Ministerstwa Spraw Zagranicznych. Od 1992 do 1995 pełnił funkcję sekretarza w ambasadzie Bułgarii w Belgradzie, po czym powrócił do pracy w Ministerstwie Spraw Zagranicznych, zajmując się sprawami ochrony praw człowieka.
W latach 1996–1998 był zastępcą stałego przedstawiciela Bułgarii przy Radzie Europy z siedzibą w Strasburgu. Od 1998 do 2001 pełnił funkcję wiceministra spraw zagranicznych w rządzie Iwana Kostowa, w tym czasie Bułgaria rozpoczęła negocjacje członkowskie z Unią Europejską. W 2001 został mianowany ambasadorem we Francji, którym pozostał do 2005, pełniąc jednocześnie funkcję stałego przedstawiciela Bułgarii przy UNESCO oraz przy Międzynarodowej Organizacji Frankofonii.
Od kwietnia 2005 do czerwca 2009 ponownie pracował w strukturach Ministerstwa Spraw Zagranicznych, gdzie był odpowiedzialny za koordynowanie i planowanie polityki zagranicznej. W latach 2009–2010 po raz drugi pełnił funkcję wiceministra spraw zagranicznych w rządzie Bojka Borisowa, po czym ponownie został ambasadorem w Paryżu.
12 marca 2013, po rezygnacji rządu Bojka Borisowa na skutek protestów społecznych, prezydent Rosen Plewneliew desygnował go na stanowisko premiera, którego mandat został wyznaczony do czasu powołania nowego rządu po przedterminowych wyborach parlamentarnych zaplanowanych na 12 maja 2013. W gabinecie, który rozpoczął urzędowanie 13 marca 2013, Marin Rajkow objął również funkcję ministra spraw zagranicznych.
29 maja 2013 nowym premierem został Płamen Oreszarski. W sierpniu tego samego roku Marin Rajkow został ambasadorem Bułgarii we Włoszech. W 2019 przeszedł natomiast na funkcję ambasadora w Wielkiej Brytanii.